# Ринтелен, Антон
Антон Ри́нтелен (нем. Anton Rintelen; 15 ноября 1876, Грац — 28 января 1946, Грац) — австрийский политик и юрист. 
Член Христианско-социальной партии, он, будучи посланником в Риме, тем не менее симпатизировал австрийским нацистам, и во время путча 1934 года убийцы канцлера Дольфуса попытались провозгласить его канцлером Австрии. 
После провала путча он в 1935 году был осуждён к пожизненному заключению за государственную измену. Освобождён после аншлюса, однако в политике больше не принимал участия.